# Sucre (delstat)

Sucre läge i Venezuela

Sucres flagga

Sucre är en av Venezuelas 23 delstater (estados), belägen i den nordvästra delen av landet. Den har en yta på 11 800  km² och en befolkning på 916 600 invånare (2007). Huvudstad är Cumaná. I den östra delen ligger naturfenomenet Lago Bermudez, en naturlig asfaltsjö. Delstaten skapades 1909.

## Kommuner
Delstatens kommuner (municipios) med centralort inom parentes.
- Andrés Eloy Blanco (Casanay)
- Andrés Mata (San José de Aerocuar)
- Arismendi (Río Caribe)
- Benítez (El Pilar)
- Bermúdez (Carúpano)
- Bolívar (Marigüitar)
- Cajigal (Yaguaraparo)
- Cruz Salmerón Acosta (Araya)
- Libertador (Tunapuy)
- Mariño (Irapa)
- Mejía (San Antonio del Golfo)
- Montes (Cumanacoa)
- Ribero (Cariaco)
- Sucre (Cumaná)
- Valdez (Güiria)